# Битва при Липнику
Битва при Липнику (рум. Bătălia de la Lipnic) — битва між військами молдавського господаря Штефана III Великого з одного боку та великоординського хана Ахмата, що відбулася поблизу села Ліпнік 20 серпня 1470 року.

## Передумови
У серпні 1470 (за іншими даними — 1469) року Ахмат, хан Великої Орди, одного з уламків Золотої Орди, влаштував похід на Польщу, Литву та Молдавське князівство. Дійшовши до Поділля, татари наступали трьома напрямками — на Житомир, Теребовлю та Молдавію, грабуючи все на своєму шляху.

## Хід битви
Вершники Штефана III атакували татар зі стрілами, коли вони увійшли до Молдавії. Після цього, пограбувавши країну та взявши тисячі жінок та дітей у полон, вони почали відступати, шукаючи місця, щоб переправитися через Дністер. Проте молдавське військо наздогнало їх біля села Ліпнік і вступило з ними в бій. Татарське військо понесло великі втрати і зазнало поразки. Ханський син Емінек потрапив у полон, а його брат загинув під час бою.

## Наслідки
Як стверджує польський хроніст Ян Длугош, після битви хан Ахмат надіслав до Штефана III 100 гінців, які, погрожуючи господареві, вимагали видачі ханського сина Емінека з полону. Тоді Штефан III наказав четвертувати Емінека на очах у посланців. Потім 99 зі 100 посланців були страчені. Сотому посланцеві відрубали ніс, а потім його відправили до хана, щоб він розповів про побачене.